# St. Augustine College of South Africa
Das St. Augustine College of South Africa, kurz SACSA,  ist ein privates katholisches College in Johannesburg in der südafrikanischen Provinz Gauteng. Es wurde 1999 eröffnet und nach Augustinus von Hippo benannt.

## Organisation und Studienangebot
Das St. Augustine wird von einem Präsidenten geleitet, er wird unterstützt von zwei Vizepräsidenten. Der Großkanzler hat repräsentative und symbolische Aufgaben, zurzeit wird das Amt von Erzbischof Jabulani Nxumalo wahrgenommen. Die Leitung verantwortet sich gegenüber einem Board of Directors und einem Kuratorium.
Das College hat seit 2002 einen Campus, der mit Hilfe von Spenden der Diözese Rottenburg-Stuttgart erworben wurde. Die einzige Fakultät ist unterteilt in zwei Schools:
- Theologie und Philosophie
- Geisteswissenschaften und Handel

Das College bot zu Beginn Master- und Promotionsstudiengänge an, inzwischen können auch drei Bachelor- und ein Honoursabschluss erworben werden. Jährlichen sind Studiengebühren zu entrichten. Es bestehen Partnerschaften mit den Hochschulen Tübingen und Ludwigsburg. In den grundständigen Studiengängen sind zum größten Teil Studierende Schwarze, in den weiterführenden Studiengängen liegt je nach Studiengang der Anteil der Weißen zwischen 3 und 60 %, der Anteil der Inder 3 und 13 % und der Anteil der Coloureds zwischen 5 und 33 %.